# Завод имени А. А. Масленникова
Завод имени А. А. Ма́сленникова — советское оборонное предприятие в Самаре, существовавшее в 1909—2006 гг., выпускавшее элементы боеприпасов и гражданские товары.

## Трубочный завод (1909—1918)
На основании указа Николая II от 1906 года «О строительстве военных заводов на казённые средства» в 1909 году была создана Временная хозяйственная комиссия по строительству самарского трубочного завода под руководством Э. К. Гермониуса..
В том же году и началась постройка завода на территории бывшего Самарского ипподрома между Аннаевским и Постниковым оврагами. Земляные работы выиграло французское АО «Кустодис», главное здание мастерских сооружали специалисты итальянской фирмы «Мессино». На стройке работали немецкие АО «Вассидло», «Шпан» и другие. Руководили стройкой генерал-майор Гермониус, полковники Шмидт и Вальтер. На заводе планировалось выпускать алюминиевые трубки и капсюльные втулки для трёхдюймовых скорострельных пушек.
К 1911 году постройка завода была завершена, а 14 сентября (27 сентября) 1911 Второй Трубочный завод был торжественно открыт.
На нём трудились около 2,5 тысяч человек, производивших взрыватели для артиллерийских снарядов. Для них был построен жилой посёлок, названный Рабочим. На предприятии работали люди, ставшие впоследствии известными большевиками и государственными деятелями — Николай Шверник и Валериан Куйбышев.
Заводские корпуса имели черты неоклассицизма, но применялись и новейшие инженерные решения: так по проектам В. Г. Шухова построены несколько цехов с сетчатыми перекрытиями-оболочками, а также гиперболоидная сетчатая стальная башня.
Старые заводские корпуса Трубочного, ныне ЗИМа, поражают логикой организации функциональных процессов, мощными металлическими и железобетонными конструкциями внутрикорпусных пролётов, системой освещения и вентиляции.
В дореволюционное время начальниками завода с 1911 по 1917 гг. становились
генерал-майоры: Э. К. Гермониус (1911—1914),
барон фон Мершейдт-Гиллессем (нем. Meerscheidt-Hüllessem) (1914—1915) и С. А. Зыбин (1915—1917).
8 декабря 1917 года, руководствуясь Декретом о мире, рабочий комитет принимает решение о переводе завода на выпуск мирной продукции, но в июне 1918 года завод останавливается в связи с захватом города белочешскими войсками.

## Советский период
В 1923 году завод возобновил свою работу. Тогда же, по просьбе коллектива, заводу было присвоено имя первого председателя Самарского горсовета Александра Масленникова. В 1929 г. завод получил кодовый № 42.
В годы Великой Отечественной войны завод имени Масленникова освоил выпуск снарядов для знаменитых «Катюш», а также боеприпасов для всех родов войск. За образцовое выполнение заданий правительства в 1942 году завод был награждён орденом Трудового Красного знамени, а в 1971 году по поводу 60-летия завода — орденом Октябрьской революции. Работники завода — управленцы, конструкторы, рабочие — также получали правительственные награды за выполнение важных заказов оборонной промышленности СССР.
Помимо военной продукции на заводе наладили выпуск мирных товаров. В 1937 году на предприятии было освоено часовое производство, которое впоследствии выпускало до 2,5 миллионов наручных часов в год, в том числе под собственным логотипом «ЗиМ». Широко известными стали также часы «Победа», производство которых началось в 1950 году и продолжалось до окончательного закрытия предприятия  в  2002 году.
В 1959 году началось серийное производство электронных приборов для приборостроительной промышленности, с 1959 по 1961 организовано станкостроительное производство и производство фотозатворов, в 1970-х годах был налажен выпуск медицинской техники и электропультовой аппаратуры, а в 1980-х — выпуск бытовых швейных машин, электродвигателей и ряда изделий для автомобилестроения.
Специализированные подразделения ЗИМа построили для заводчан и для города жилые дома, Дворец культуры «Звезда», школы, детские сады, общежития, предприятия питания (в том числе — известную Фабрику-кухню), спортивные сооружения. Заводские постройки (производственные и социальные, включая сопутствующие) занимали огромную территорию — вдоль реки Волги от улицы Соколова до улицы Лейтенанта Шмидта, от берега Волги до улицы Ново-Садовой; некоторые объекты располагались и вне этой территории.
С учётом большого количества людей, работавших на заводе, планировались маршруты городского транспорта — трамвайные и автобусные остановки напротив проходных завода, кольцо троллейбусной линии на пересечении проспекта Масленникова и Ново-Садовой улицы.

## Банкротство
В 1990-х годах завод обанкротился. Большое количество социально-культурных сооружений было отдано коммерческим структурам: кинотеатр, дворец культуры, библиотека, детские творческие студии, стадион «Волга». Например, 155 корпус завода превращён в Торговый дом «Захар». Дворец культуры «Звезда» был переделан группой СОК в культурно-развлекательный комплекс, включавший кинотеатр, казино, ночной клуб, бары и рестораны.
В феврале 1998 года протестующие против длительных (10—11 месяцев) задержек по выплате заработной платы работники завода перекрыли ул. Ново-Садовую. Забастовку показали в эфирах федеральных каналов. С протестующими вёл переговоры губернатор Константин Титов. Его обещание погасить задолженности по зарплате было выполнено в марте.
В 1998 году из-за финансовых проблем на ЗИМе было введено арбитражное управление. Основными кредиторами предприятия на тот момент были «Самара Энерго», «Инвест-ЗиМ», «Самарарегионгаз», Самарские городские электросети, МУП «Самараводоканал». Общий долг ЗИМа составлял 120 млн рублей. Постепенно задолженность завода перед кредиторами достигла порядка 1 млрд рублей.
В 2005 году в связи с невозможностью погашения долгов на заводе было введено конкурсное производство.
30 июня 2006 года на собрании кредиторов было решено завершить процедуру конкурсного производства, поскольку всё имущество завода было реализовано. Всего было погашено около 300 млн рублей перед частью кредиторов первой очереди.
В 2007 году площадка бывшего завода им. Масленникова передана под жилую и коммерческую застройку.
Какое-то время на территории бывшего завода им. Масленникова располагался офисный центр «Кит». Сейчас в нём располагается производственное предприятие «Адверс», выпускающее воздушные отопители салона и предпусковые подогреватели автомобильных двигателей и медицинская компания «Моя Наука».
В 2009 году ЗИМ полностью прекратил своё существование как юридическое лицо.

## Архитектурные достопримечательности и памятники
- Фабрика-кухня завода им. Масленникова является одним из немногих зданий в мире, построенным в форме серпа и молота.[22]
- В 2011 году — в год 100-летия завода — на площадке перед Приборостроительным техникумом на улице Ново-Садовой установлен монумент памяти рабочим ЗиМа, погибшим в годы Великой Отечественной войны.[23]

## Спорт
- Завод имени Масленникова (хоккейный клуб)
- Зенит (футбольный клуб, Куйбышев)